# Cornelià
Cornelià (en llatí Cornelianus) va ser un retòric romà que sembla que va viure durant els regnats de Marc Aureli i Luci Ver.
Va ser secretari privat de l'emperador Marc Aureli. El gramàtic Frínic, que va dedicar a Cornelià les seves Eclogae, l'elogia i diu que era digne d'haver nascut en època de Demòstenes. Marc Corneli Frontó menciona un retòric amb el nom de Sulpicius Cornelianus, però ni se sap si era el mateix.